# Касаро
Ка̀саро (на италиански: Cassaro, на сицилиански Cassuru, Касуру) е село и община в южна Италия, провинция Сиракуза, автономен регион Сицилия. Разположено е на 550 m надморска височина. Населението на общината е 833 души (към 2009 г.).